# سکوت بزرگ (فیلم ۱۳۵۶)
سکوت بزرگ فیلمی به کارگردانی محمود کوشان و نویسندگی جمشید صداقت‌نژاد محصول سال ۱۳۵۵ است.

## خلاصه داستان
آذر در دانشکدهٔ شاپور اهواز در رشتهٔ ادبیات تحصیل می‌کند. خواهر او پروین از شوهرش جمشید جدا و به کارهای خلاف کشیده شده است. آذر خواهرش را ترک می‌کند، و با جوان دانشجویی به نام همایون قرار ازدواج می‌گذارد. وقتی همایون متوجه نسبت خانوادگی آذر و پروین می‌شود رابطه اش را با آذر قطع می‌کند،

## بازیگران
- سعید راد
- نوش‌آفرین
- شهناز
- محمد بانکی
- افشین
- مهدی منتظر
- کاظم افرندنیا
- علی زاهدی
- لاله
- حسن رضایی